# Afrocypholaelaps
Afrocypholaelaps es un género  de ácaros perteneciente a la familia Ameroseiidae.

## Especies
Afrocypholaelaps Elsen, 1972
- Afrocypholaelaps africanus (Evans, 1963)
- Afrocypholaelaps ranomafanaensis Haitlinger, 1987